# Ludwig Held
Ludwig Held, född 14 april 1837 i Regensburg, död 2 mars 1900 i Wien, var en österrikisk librettist och teatersekreterare.